# 지사중학교 (전북)
지사중학교(只沙中學校)는 대한민국 전북특별자치도 임실군 지사면 금평리에 있는 공립 중학교이다.

## 학교 연혁
- 1976년 3월 6일 : 개교 및 입학식
- 2024년 2월 8일 : 제46회 졸업 1명(총 2,236명)
- 2024년 3월 4일 : 제49회 입학식 3명(남 1명, 여 2명)
- 2024년 9월 1일 : 제17대 한천수 교장 취임

## 참고 자료
- 지사중학교 - 한국교육학술정보원 학교알리미